# Palmas (flamenco)

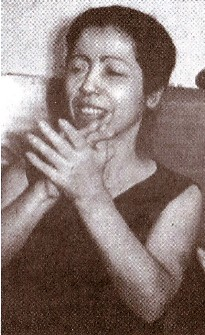
Fernanda de Utrera.

En flamenco, les claquements de mains, appelés dans le vocabulaire espagnol du flamenco « palmas », sont un type de percussions produit par les claquements rythmés générés par la frappe des doigts d'une main sur la paume de l'autre, ou par la frappe d'une paume sur l'autre de chacune des deux mains. Ils accompagnent communément la musique et la danse de flamenco.
Il existe plusieurs techniques de claquements, qui visent à obtenir des sons plus ou moins clairs et forts.
On distingue également les claquements « sur le temps » de ceux volontairement produits à contretemps.
Les claquements ne sont pas produits au hasard mais selon des motifs rythmiques précis qui requièrent une connaissance approfondie du flamenco et de ses différents styles ou palos flamencos. Lorsque les palmas sont pratiquées en grand groupe, seules ou pour accompagner un danseur / une danseuse (bailaor / -ra), un musicien / une musicienne (tocaor / -ra) ou un chanteur / une chanteuse (cantaor / -ra), elles aboutissent souvent à des polyrythmies complexes.  